# Hereditäre Atransferrinämie und Hypotransferrinämie
Die hereditäre oder kongenitale Atransferrinämie, sowie die Hypotransferrinämie, sind seltene, meist angeborene (kongenitale) Stoffwechselerkrankungen, gekennzeichnet durch einen Mangel an Transferrin. Ursache sind Genmutationen im Transferrin- oder den HFE-Genen, sodass entweder zu wenig oder gar kein Transferrin gebildet wird. Die Erkrankung wird meist autosomal rezessiv vererbt.

## Klinische Konsequenzen
Man unterscheidet zwischen dem absoluten und relativen Transferrinmangel.

### Absoluter Mangel (Atransferrinämie)
Individuen, die an einer kongenitalen kompletten Atransferrinämie leiden, sind in der Regel nicht lebensfähig, da zu wenig Eisen zu jenen Lokalisationen transportiert wird, an denen die Erythrozyten gebildet werden (Erythropoese).

### Relativer Mangel (Hypotransferrinämie)
Jene Personen, deren Körper aufgrund verschiedener in Frage kommender Genmutationen (oder seltener sonstiger Ursachen) zu wenig Transferrin bildet (Hypotransferrinämie), kumulieren über das Leben hinweg nicht an Proteine gebundenes Eisen (NTBI iron) in ihren Organen, insbesondere in der Leber, dem Gehirn und dem Herz. Hier kommt es zu einer langsam fortschreitenden pathologischen Eisenablagerung und schließlich zu einer Eisenüberladung (Hämosiderose) mit entsprechenden Funktionsstörungen oder strukturellen Organschädigungen. Das Krankheitsbild ist in den Dimensionen Symptomatik, Schwere und Verlauf heterogen und betrifft vor allem die Fachbereiche der Neurologie, Hepatologie, Kardiologie, Dermatologie, Immunologie und Endokrinologie. Eine kausale Therapie ist nicht bekannt.

## Weiterführendes
- Hereditäre Atransferrinämie und Hypotransferrinämie. In: Online Mendelian Inheritance in Man. (englisch)
- N. C. Andrews: Disorders of iron metabolism. In: N Engl J Med. Band 341, Nr. 26, 23. Dec 1999, S. 1986–1995. PMID 10607817
- D. Ganten, K. Ruckpaul: Handbuch der Molekularen Medizin, 12 Bde., Band 6 : Ausgewählte monogen bedingte Erbkrankheiten. 1. Auflage. Springer 1999, ISBN 3-540-65529-8, S. 459.
- A. Klucken, H. Jaskolka: Neurodegeneration mit Eisenablagerung im Gehirn (Neurodegeneration with Brain Iron Accumulation [NBIA]). Patientenorientierte Krankheitsbeschreibung aus dem ACHSE Netzwerk. Mai 2017
- Irwin M. Arias, Allan W. Wolkoff, James L. Boyer, David A. Shafritz u. a.: The Liver: Biology and Pathobiology. Fifth Edition. John Wiley & Sons, 2011